# شيريل تشو
شيريل تشو (بالصينية: 周智慧؛ بالإنجليزية: Cheryl Chou) هي عارضة سنغافورية، ولدت في 1997.

## روابط خارجية
- شيريل تشو على موقع IMDb (الإنجليزية)
- شيريل تشو على موقع قاعدة بيانات الفيلم (الإنجليزية)